# La Parfaite Épouse
La Parfaite Épouse (titre original en anglais Memories of the Ford Administration) est un roman de l'écrivain américain John Updike publié originellement le 20 octobre 1992 aux États-Unis et paru en français le 15 novembre 1994 aux éditions Gallimard.

## Réception critique
À sa parution aux États-Unis, le roman est bien accueilli par l'ensemble des critiques du New York Times,.
La traduction parue en français reçoit un excellent accueil de Mathieu Lindon dans Libération pour qui « tout fonctionne, il suffit d'une notation pour faire basculer le roman de l'humoristique vers le sentimental ou du sentimental vers l'humoristique » reconnaissant le « talent spécial d'Updike de savoir faire ressortir tout le comique de la "déconstruction" pour élever une notion d'apparence austère au rang de thème peut-être principal d'un roman grand public » ainsi que de L'Express qui considère que John Updike « va mieux [après] l'enterrement laborieux de son cher Rabbit ».

## Éditions
- (en) Memories of the Ford Administration, Alfred A. Knopf Publishers, 1992  (ISBN 978-0-679-41681-4), 371 p.
- (en) Memories of the Ford Administration, Random House, 1996  (ISBN 9780449912119), 416  p.
- La Parfaite Épouse, trad. Rémy Lambrechts, coll. « Du monde entier » éditions Gallimard, 1994  (ISBN 9782070735730), 408 p.[5]
- La Parfaite Épouse, trad. Rémy Lambrechts, coll. « Folio » no 2886, éditions Gallimard, 1996  (ISBN 9782070400768), 480 p.